# شعار الغابون
أعتمد شعار الغابون رسميا في يوم 15 تموز - يوليو من سنة 1963 م ويحمل الشعار الرسمي: الوحدة - العمل - العدالة (بالفرنسية: Union - Travail - Justice)‏ وعبارة (uniti progrediemur) اللاتينية والتي تعني نتقدم متحدون.